# 110 mètres haies aux Jeux olympiques de 1904
Pour un article plus général, voir Athlétisme aux Jeux olympiques de 1904.
Navigation
Paris 1900 Londres 1908
L'épreuve du 110 mètres haies aux Jeux olympiques de 1904 s'est déroulée le 3 septembre 1904 au Francis Field à Saint-Louis aux États-Unis. Elle est remportée par l'Américain Fred Schule.

## Résultats

### Finale
| Rang               | Athlète           | Pays       | Temps   |
| ------------------ | ----------------- | ---------- | ------- |
| Médaille d'or      | Fred Schule       | États-Unis | 16 s 0  |
| Médaille d'argent  | Thaddeus Shideler | États-Unis | 16 s 3  |
| Médaille de bronze | Lesley Ashburner  | États-Unis | 16 s 4  |
| 4                  | Frank Castleman   | États-Unis | Inconnu |